# Sofia Wylie
Sofia Wylie (Scottsdale, 7 gennaio 2004) è un'attrice, ballerina e modella statunitense.
Nota per aver interpretato il ruolo di Buffy Driscoll nella serie TV Disney Andi Mack, quello di Gina Porter nella serie TV High School Musical: The Musical: La serie e il ruolo di Agatha nel film:  L'accademia del bene e del male

## Biografia
Wylie è nata a Scottsdale. Ha una sorella maggiore, Isabella Wylie. Ha origini coreane da parte del padre.
Ha iniziato a ballare all'età di 5 anni e ha iniziato a recitare al Second City Training Center ad Hollywood.

### Carriera
Ha iniziato la sua carriera partecipando a diversi programmi televisivi, tra cui America's Got Talent nel 2015. Inoltre si è esibita al Purpose World Tour di Justin Bieber.
Nel 2016 ottiene un ruolo da co-protagonista nella serie televisiva Andi Mack in onda su Disney Channel.
Nel 2019 ottiene il ruolo di Gina Porter nella serie TV High School Musical: The Musical - La serie, e fa il suo debutto come attrice protagonista nel film Calciatrice per caso, prodotto da Netflix e interpreta il ruolo di Mia nella webserie Shook.
Nel luglio 2020 firma un contratto con IMG Models.
Nel dicembre del 2020 viene annunciato che farà parte del film fantasy L'accademia del bene e del male, in arrivo il 19 ottobre 2022 su Netflix.

## Filmografia

### Attrice

#### Cinema
- L'accademia del bene e del male (The School for Good and Evil), regia di Paul Feig (2022)
- La mappa che mi porta a te (The Map That Leads to You), regia di Lasse Hallström (2025)

#### Televisione
- Nicky, Ricky, Dicky & Dawn – serie TV, episodi 3x06-3x09-3x10 (2017)
- Andi Mack – serie TV, 57 episodi (2017-2019)
- High School Musical: The Musical - La serie (High School Musical: The Musical - The Series) – serie TV (2019-2023)

### Doppiatrice
- Marvel Rising: Heart of Iron, regia di Sol Choi e Alfred Gimeno – film TV (2019)
- Spider-Man: Maximum Venom – serie animata, episodi 3x02-3x03 (2020)

### Altre partecipazioni
- America's Got Talent – talent show, episodio 10x22 (2015) - ballerina

## Doppiatrici italiane
Nelle versioni in italiano delle opere in cui ha recitato, Sofia Wylie è stata doppiata da:
- Emanuela Ionica in L'accademia del bene e del male
- Vittoria Bartolomei in Andi Mack
- Joy Saltarelli in High School Musical: The Musical - La serie

## Discografia

### Colonne Sonore
- 2020 – High School Musical: The Musical: The Series: The Soundtrack
- 2020 – High School Musical: The Musical: The Holiday Special: The Soundtrack
- 2020 – Descendants Remix Dance Party
- 2021 – High School Musical: The Musical: The Series: The Soundtrack (Season 2)
- 2022 – High School Musical: The Musical: The Series: The Soundtrack (Season 3)

### Singoli promozionali
- 2019 – Side by Side